# 第10回ジャパンカップ
- ジャパンカップ > 第10回ジャパンカップ
- 第9回ジャパンカップ > 第10回ジャパンカップ

第10回ジャパンカップ（だい10かいジャパンカップ、英:10th JAPAN CUP）は、1990年11月25日に東京都府中市の東京競馬場にて行われた競馬の競走である。

## 外国調教馬
地区ごとの招待枠は北アメリカで4頭、ヨーロッパで4頭、オセアニアで2頭と割り振られ、予備登録馬は、合計69頭。最終的に外国調教馬は10頭が参戦した。

### 北アメリカ
北アメリカ地区は、ブリーダーズカップ・ターフを勝利し、ダートでもサンデーサイレンスを下した経験のあるプライズド。アーリントンミリオンでワンツーフィニッシュとなったゴールデンフェザントとウィズアプルーヴァルなど21頭が登録した。
そのうち、前年のアイリッシュセントレジャー（G1）優勝のプティットイル、ミラノ大賞典などG1を複数勝利したアルワウーシュ、マンハッタンハンデキャップ（G2）を大差で制したファントムブリーズ、ウィズアプルーヴァルの4頭が招待馬に選出された。しかし結局、ウィズアプルーヴァルは出走することはなかった。J.Fマレが所有したプティットイルはレース前に、浅川吉男が買収し、浅川の勝負服をまとって出走した。

### ヨーロッパ
ヨーロッパ地区は、同じ年の凱旋門賞1着から4着馬が揃って登録を行った。また、G1を7勝したドイツ調教馬のモンドリアンやキングジョージ6世&クイーンエリザベスステークスを制した4歳馬のベルメッツなど、イギリスから21頭、フランスから10頭など4か国34頭が登録した。
そのうち、イギリスはベルメッツ、相馬恵胤が所有するイブンベイ、ターフクラシック招待ステークスでG1を勝ったカコイーシーズの3頭。フランスは、凱旋門賞勝利のソーマレズ、サンクルー大賞でインザウイングスに次ぐ2着となったオードの2頭が選出された。しかし、ソーマレズが参戦を辞退。代わりに、ロスマンズインターナショナルステークスを勝利し引退後に社台スタリオンステーションにて種牡馬入りが決定していたフレンチグローリーが出走した。

### オセアニア
前年の第9回ジャパンカップを制したニュージーランドのホーリックスは、9月末にスターウェイと交配して競走馬を引退した。そのニュージーランドからは、1989年のニュージーランドダービーを優勝したキャッスルタウンなど6頭。オーストラリアからは、1600メートルのエプソムハンデ（G1）を勝利したスーパーインポーズ、1989 - 90年オーストラリア年度代表馬の次点だったベタールースンアップ、ヴィクトリアダービー勝利のスタイリッシュセンチュリーなど8頭が登録した。14頭のうちオセアニアからは、ベタールースンアップとスタイリッシュセンチュリーが招待馬に選出された。

## 日本調教馬
日本調教馬は、中央競馬所属5頭、地方競馬所属1頭の合計6頭の枠が設けられた。中央競馬代表は、天皇賞（秋）から参戦の3頭と、菊花賞から参戦する4歳馬1頭の計4頭。地方競馬代表は、ジョージモナークが参戦することとなった。
太字強調は、本競走に出走する競走馬を指す。

### 中央競馬

#### 天皇賞
| 着順                 | 馬番 | 競走馬名         | 性齢 | 騎手     | 斤量 | タイム | 着差     | 単勝オッズ | 人気 |
| -------------------- | ---- | ---------------- | ---- | -------- | ---- | ------ | -------- | ---------- | ---- |
| 1着                  | 7    | ヤエノムテキ     | 牡6  | 岡部幸雄 | 58   | 1:58.2 |          | 008.0      | 3    |
| 2着                  | 8    | メジロアルダン   | 牡6  | 横山典弘 | 58   | 1:58.2 | アタマ   | 010.7      | 5    |
| 3着                  | 6    | バンブーメモリー | 牡6  | 武豊     | 58   | 1:58.4 | 1馬身1/4 | 008.9      | 4    |
| 4着                  | 10   | オサイチジョージ | 牡5  | 丸山勝秀 | 58   | 1:58.5 | 1/2馬身  | 005.3      | 2    |
|                      |      |                  |      |          |      |        |          |            |      |
| 6着                  | 12   | オグリキャップ   | 牡6  | 増沢末夫 | 58   | 1:58.9 |          | 002.0      | 1    |
| 天候:晴、馬場状態:良 |      |                  |      |          |      |        |          |            |      |

第102回天皇賞（秋）（GI）は、10月28日に東京競馬場で行われた。
イナリワンは、オールカマー（後述）の回避に続いて体調不良で回避。天皇賞2連覇中のスーパークリークは、直前の24日に体調不良で回避し、「平成三強」はオグリキャップのみが参戦した。
安田記念優勝、宝塚記念2着という春を過ごしたオグリキャップは、アメリカ遠征を故障のために断念し、福島県のJRA競走馬総合研究所常盤支所にて休養していた。治癒明けの出走にもかかわらず38.3%の単勝支持率を記録し、緑帽6枠は「単枠指定」に、オッズは2.0倍の1番人気に推された。9月に栗東トレーニングセンターに戻り、急ピッチで調整が進められた。当日のパドックではいつも見せる「元気の良さ」がないように映っていたという。続く5.3倍の2番人気には、宝塚記念でオグリキャップに3馬身半差をつけて勝利したオサイチジョージだった。秋の始動戦には毎日王冠（GII）を選択し、2.1馬の1番人気に推されたものの4着に敗退した。3番人気には、2年前の皐月賞優勝馬ヤエノムテキ、直前の2戦は安田記念2着、宝塚記念3着という成績を残していた。その他、安田記念や高松宮杯（GII）を制しているバンブーメモリー、オールカマー4着（後述）から臨むメジロアルダン、毎日王冠ワンツーを決めたラッキーゲラン、マキバサイクロンなど全18頭が出走した。
最内枠から発馬したロングニュートリノがハナを奪い、それに次いでラッキーゲラン、ダイユウサク、マキバサイクロン、オグリキャップが先行馬群を形成した。一方ヤエノムテキ、メジロアルダン、バンブーメモリーは後方で控える形となった。逃げるロングニュートリノが前半の1000メートルを58秒2で通過する「速いペース」となり、後方集団は徐々に進出を始めた。先行するオグリキャップも外側から逃げ馬を見る好位に位置取った。一方ヤエノムテキは、最終コーナーで内側の逃げ馬の後ろを突いた。次第に、逃げるロングニュートリノやダイユウサクが失速し、ヤエノムテキに進路ができ始める。残り400メートルにて、各馬が横一線に広がり追い上げを試みる中、逃げる2頭の内側をヤエノムテキが「弓矢のを放つように勢いよく伸び（岡部幸雄）」て抜け出した。外から抜け出しを図ったオグリキャップは、伸びがなく後退、その内側をバンブーメモリー、メジロアルダン、オサイチジョージがかわした。追い上げる3頭の中からメジロアルダンが、先頭のヤエノムテキに並びかけて、馬体を併せたがヤエノムテキがアタマ差メジロアルダンを退けて入線した。ヤエノムテキが皐月賞以来のGIタイトルを獲得し、1年半ぶりの勝利を挙げた。
勝ちタイム1分58秒2は、サクラユタカオーが保持していたコースレコードを0秒1更新、騎乗した岡部は天皇賞（秋）を初制覇、並びにグリーングラス、シンボリルドルフ、クシロキングに続いて天皇賞4勝目を果たした。ヤエノムテキの馬主である有限会社富士の代表大池正夫は1989年末に死去していたため、夫人の大池俊江が表彰式に出席し涙を流した。
メジロアルダンに追い上げで劣ったバンブーメモリーは3着、オサイチジョージは4着、オグリキャップは6着敗退となった。なお、マキバサイクロンが最後の直線で外側に斜行したため、騎乗した柴田善臣には過怠金1万円が課せられた。

#### 菊花賞
| 着順                 | 馬番 | 競走馬名           | 性齢 | 騎手     | 斤量 | タイム | 着差     | 単勝オッズ | 人気 |
| -------------------- | ---- | ------------------ | ---- | -------- | ---- | ------ | -------- | ---------- | ---- |
| 1着                  | 2    | メジロマックイーン | 牡4  | 内田浩一 | 57   | 3:06.2 |          | 007.8      | 4    |
| 2着                  | 1    | ホワイトストーン   | 牡4  | 柴田政人 | 57   | 3:06.4 | 1馬身1/4 | 005.4      | 2    |
| 3着                  | 18   | メジロライアン     | 牡4  | 田原成貴 | 57   | 3:06.6 | 1馬身1/2 | 002.2      | 1    |
| 天候:雨、馬場状態:重 |      |                    |      |          |      |        |          |            |      |

第51回菊花賞（GI）は、11月4日に京都競馬場で行われた。

### 地方競馬

#### オールカマー
| 着順                 | 馬番 | 競走馬名           | 性齢 | 騎手     | 斤量 | タイム | 着差     | 単勝オッズ | 人気 |
| -------------------- | ---- | ------------------ | ---- | -------- | ---- | ------ | -------- | ---------- | ---- |
| 1着                  | 17   | ラケットボール     | 牡6  | 坂井千明 | 56   | 2:13.3 |          | 032.8      | 11   |
| 2着                  | 10   | ジョージモナーク   | 牡6  | 的場文男 | 56   | 2:13.4 | クビ     | 018.2      | 8    |
| 3着                  | 13   | ザッツマイドリーム | 牡5  | 増沢末夫 | 57   | 2:13.7 | 1馬身3/4 | 013.4      | 6    |
| 天候:曇、馬場状態:重 |      |                    |      |          |      |        |          |            |      |

第36回産経賞オールカマー（地方競馬招待）（GIII）は、9月16日に中山競馬場で行われた。
出走馬17頭のうち、中央馬12頭に加え、地方競馬から5頭が招待された。中でも5.8倍の2番人気に推されたのは、浦和所属のアウトランセイコーだった。羽田盃、東京ダービーを含む5連勝中で中央競馬初参戦となった。その他、佐賀からギオンアトラス、荒尾からコーナンオーマ、大井からジョージモナーク、船橋からホウニンメゴヒメを迎えた。
2.3倍の1番人気、中央所属メジロアルダンは、高松宮杯制覇のほか、東京優駿（日本ダービー）2着や天皇賞（秋）3着でデビュー以来すべて3着以内だった。1年近くの休み明けからの参戦で岡部幸雄が騎乗する予定であった。しかし、競走当日の第8競走にて落馬負傷となり菅原泰夫に騎手変更となった。その他、フェブラリーハンデキャップ勝利などダートで出世したカリブソング、皐月賞優勝のドクタースパートが単勝オッズ一桁台の人気となった。前年の年度代表馬であったイナリワンが秋の初戦として出走を予定していたが、9月初旬に右前脚の球節に不具合が生じ、出走を断念してしまった。
ジョージモナークが逃げ、2.3番手にメジロアルダンやザッツマイドリームが先行したまま最後の直線に進入し「3頭の争いに絞られたと思われた（A・Y）」。しかし、最終コーナーを最後方で通過したラケットボールが馬場の内側から他を「縫うように」進出し、逃げ粘るジョージモナークをクビ差捉えて先頭で入線した。ラケットボールは、31戦目にして重賞初制覇、11番人気での勝利で単勝式の払い戻しは3280円であった。1番人気に推されたメジロアルダンは4着、2番人気のアウトランセイコーはブービー賞から大差の最下位となった。
2着のジョージモナークは、ジャパンカップの地方競馬代表馬に選出された。その後、富士ステークス（OP）に2.7倍の1番人気4着を挟み、的場文男を鞍上にジャパンカップに参戦することとなった。地方競馬代表馬の補欠馬には、笠松所属で東海菊花賞を制した4歳牝馬のマックスフリートであった。

## 出走馬
15頭中、一桁台のオッズとなったのは6頭となった。
5.8倍の1番人気は、ベルメッツであった。キングジョージ6世&クイーンエリザベスステークス優勝馬が初めてジャパンカップに出走し、注目が集まった。調教中に蹄を痛めながら出走した凱旋門賞は5着となり、ブリーダーズカップ・ターフを回避し参戦となった。続く6.2倍の2番人気には、コックスプレートやマッキノンステークスと連勝中のベタールースンアップだった。マリコ・ホリゴメによれば「オーストラリアからジャパンカップに出走する最初の最強馬」と表現、前年に勝利したホーリックスを下した経験がある。3番人気は、ターフクラシック招待ステークス後、ブリーダーズカップ・ターフで9着から参戦したカコイーシーズが続いた。7.3倍の4番人気となったオグリキャップ、前々年の3着、前年の2着に続く3年連続の出走で、天皇賞（秋）に続き増沢末夫が騎乗した。その他、4歳馬ホワイトストーン、アメリカのプティットイルが一桁台のオッズとなった。前日発売では、1番人気オグリキャップ、2番人気ホワイトストーンと日本調教馬が上位人気を占めていたが、日本調教馬の人気の筆頭であるオグリキャップは4番人気となった。最低15番人気は大井のジョージモナークだった。

## 枠順
天候:晴、馬場状態:良
| 枠番 | 馬番 | 競走馬名                   | 性齢 | 騎手         | 斤量 [kg] | 調教師         | 単勝人気 | 単勝人気 | 馬体重 [kg] |
| 枠番 | 馬番 | 競走馬名                   | 性齢 | 騎手         | 斤量 [kg] | 調教師         | オッズ   | 人気     | 馬体重 [kg] |
| ---- | ---- | -------------------------- | ---- | ------------ | --------- | -------------- | -------- | -------- | ----------- |
| 1    | 1    | スタイリッシュセンチュリー | 牡5  | K.J.モーゼス | 57        | F.W.ミッチェル | 019.2    | 12       | 460         |
| 2    | 2    | (父)(市)ホワイトストーン   | 牡4  | 柴田政人     | 55        | 高松邦男       | 007.9    | 5        | 450         |
| 2    | 3    | イブンベイ                 | 牡7  | 河津裕昭     | 57        | P.コール       | 018.1    | 11       | 536         |
| 3    | 4    | (父)ヤエノムテキ           | 牡6  | 岡部幸雄     | 57        | 荻野光男       | 013.8    | 8        | 496         |
| 3    | 5    | カコイーシーズ             | 牡5  | R.コクレーン | 57        | G.ハーウッド   | 007.3    | 3        | 520         |
| 4    | 6    | オサイチジョージ           | 牡5  | 丸山勝秀     | 57        | 土門一美       | 016.0    | 10       | 476         |
| 4    | 7    | (地)オグリキャップ         | 牡6  | 増沢末夫     | 57        | 瀬戸口勉       | 007.3    | 4        | 496         |
| 5    | 8    | アルワウーシュ             | 牡6  | J.サントス   | 57        | A.ペンナ       | 011.4    | 7        | 454         |
| 5    | 9    | ベルメッツ                 | 牡4  | S.コーセン   | 55        | H.セシル       | 005.8    | 1        | 466         |
| 6    | 10   | ベタールースンアップ       | 騸6  | M.A.クラーク | 57        | D.ヘイズ       | 006.2    | 2        | 462         |
| 6    | 11   | ファントムブリーズ         | 牡5  | J.クローン   | 57        | W.モット       | 023.0    | 14       | 460         |
| 7    | 12   | フレンチグローリー         | 牡5  | P.J.エデリー | 57        | A.ファーブル   | 022.8    | 13       | 472         |
| 7    | 13   | [地]ジョージモナーク       | 牡6  | 的場文男     | 57        | 赤間清松       | 076.8    | 15       | 494         |
| 8    | 14   | プティットイル             | 牝5  | C.ブラック   | 55        | E.グレグソン   | 008.4    | 6        | 458         |
| 8    | 15   | オード                     | 牝5  | D.ブフ       | 55        | E.ルルーシュ   | 015.0    | 9        | 432         |

## レース展開
本馬場入場では、誘導馬が姿を見せるだけで歓声が起こり、誘導馬が「大空を見上げて口をガクガク」させるほど興奮していた。返し馬にてスタイリッシュセンチュリーが放馬、騎乗者がいない「空馬」のまま第4コーナーを回りゲート後方で捕獲された。馬体検査が行われたが、異常なく、そのまま出走することとなった。15時25分の出走であったが、カコイーシーズ、ベルメッツ、フレンチグローリーが発走地点に遅れたため、5分間遅れて発走した。
逃げ馬のスタイリッシュセンチュリーが先頭とはならず、オサイチジョージが逃げる「誰もが予想しない展開（片山良三）」で「ゆったりとしたペース」となった。1番人気ベルメッツや3番人気のカコイーシーズ、ホワイトストーンは5番手、ベタールースンアップは11番手、オグリキャップは最後方15番手で第1コーナーを通過した。前半の1000メートルの通過は60秒2となった。
最終コーナーを回ると、先頭のオサイチジョージそれに続くプティットイルを、ホワイトストーンやカコイーシーズなどが吸収。直線コースでは馬が「横一線」に広がり、その中からカコイーシーズが一歩抜け出して、後方との差を広げた。すると先頭のカコイーシーズをめぐって、内からホワイトストーンが、外からベタールースンアップやオード、アルワウーシュが追い上げる。とりわけベタールースンアップとオードが「すばらしい伸び脚」を見せてカコイーシーズに外から並びかけ、3頭で競り合うこととなった。内からカコイーシーズ、ベタールースンアップ、オードと並び、3頭は盛んにムチを動かす「壮絶な叩き合い」となり、真ん中のベタールースンアップがオードにアタマ差つけて入線した。カコイーシーズはオードにアタマ差遅れて3番手での入線だった。
1番人気ベルメッツは7着。日本調教馬最先着の4着には、上位3頭に1馬身4分の1遅れたホワイトストーン。そのほかヤエノムテキが6着、オグリキャップは11着であった。

## 競走結果

### 着順
| 着順 | 馬番 | 競走馬名                   | タイム | 着差     |
| ---- | ---- | -------------------------- | ------ | -------- |
| 1    | 10   | ベタールースンアップ       | 2:23.2 |          |
| 2    | 15   | オード                     | 2:23.2 | アタマ   |
| 3    | 5    | カコイーシーズ             | 2:23.2 | アタマ   |
| 4    | 2    | ホワイトストーン           | 2:23.2 | 1馬身1/4 |
| 5    | 8    | アルワウーシュ             | 2:23.5 | クビ     |
| 6    | 4    | ヤエノムテキ               | 2:23.8 | 1馬身3/4 |
| 7    | 9    | ベルメッツ                 | 2:24.0 | 1馬身1/2 |
| 8    | 3    | イブンベイ                 | 2:24.0 | アタマ   |
| 9    | 12   | フレンチグローリー         | 2:24.0 | アタマ   |
| 10   | 1    | スタイリッシュセンチュリー | 2:24.1 | クビ     |
| 11   | 7    | オグリキャップ             | 2:24.1 | ハナ     |
| 12   | 14   | プティットイル             | 2:24.5 | 2馬身1/2 |
| 13   | 6    | オサイチジョージ           | 2:24.7 | 1馬身1/4 |
| 14   | 11   | ファントムブリーズ         | 2:25.7 | 6馬身    |
| 15   | 13   | ジョージモナーク           | 2:25.9 | 1馬身1/4 |

### 競走に関するデータ
| ハロンタイム        | 13.0-11.5-12.3-11.6-11.8-11.9-11.9-11.8-12.0-12.0-11.5-11.9 |
| 1000m通過タイム     | 060.2秒（オサイチジョージ）                                 |
| 上がり4ハロン       | 47.4秒                                                      |
| 上がり3ハロン       | 35.4秒                                                      |
| 優勝馬上がり3ハロン | 34.8秒                                                      |

### 払戻
| 単勝     | 10  | 0620円 | 02番人気 |
| 複勝     | 10  | 0260円 | 02番人気 |
| 複勝     | 15  | 0520円 | 10番人気 |
| 複勝     | 5   | 0280円 | 05番人気 |
| 連勝複式 | 6-8 | 1370円 | 07番人気 |

### 売上
| 単勝     | 008億4769万2500円 |
| 複勝     | 003億9573万5000円 |
| 連勝複式 | 212億6451万5300円 |
| 計       | 225億0794万2800円 |

当日の東京競馬場の入場人員は、16万7958人を記録した。

## 達成された記録
- 優勝したベタールースンアップ陣営には、外務大臣賞、農林水産大臣賞、アイルランド大使賞、東京馬主協会賞が贈られた[1]。優勝騎手のマイケル・クラークには賞品に加え、日本たばこ産業賞が贈られた[1]。